# スター・ウォーズ エピソード5/帝国の逆襲
『スター・ウォーズ エピソード5/帝国の逆襲』（スター・ウォーズ エピソードファイブ ていこくのぎゃくしゅう、原題: Star Wars: Episode V The Empire Strikes Back）は、1980年のアメリカのスペースオペラ映画。初公開時のタイトルは『スター・ウォーズ/帝国の逆襲』（原題: The Empire Strikes Back）。ジョージ・ルーカスのストーリーを基に、アーヴィン・カーシュナーが監督、リイ・ブラケットとローレンス・カスダンが脚本を務めた。『スター・ウォーズ エピソード4/新たなる希望』（1977年）の続編であり、「スター・ウォーズ」旧三部作（オリジナル・トリロジー）の第2作目として製作され、「スカイウォーカー・サーガ」の5作目にあたる。
1997年の《特別篇》公開、2004年のDVD版の発売、2011年のブルーレイ版の発売に際し、その都度最新のデジタル技術などを用いて一部内容の修正・変更が行われている。

## ストーリー
遠い昔、はるか彼方の銀河系で…。
ヤヴィンの戦いから3年。デス・スターを反乱同盟軍に破壊された銀河帝国軍の反撃は激烈を極めた。反乱軍は帝国軍の攻撃によりヤヴィン第4衛星の基地から撤退を余儀なくされ、氷の惑星ホスにエコー基地を設立したのである。ダース・ベイダーは反乱軍、そしてルーク・スカイウォーカーを捜索するため探査用のプローブ・ドロイドを搭載したポッドを銀河系の各地に大量に放っていた。
ホスにも一体のプローブ・ドロイドが隕石に擬態して着地した。その時ホスではルークとハン・ソロが原住生物トーントーンに乗ってパトロールを行っていた。ルークは落ちてきた隕石を発見し調査しようとしたが、雪原の猛獣ワンパに襲われ、連れ去られてしまう。一方、先にエコー基地に戻ったソロは、基地司令官のライカン将軍に、ジャバ・ザ・ハットに借金を返済するため反乱軍を抜けると告げた。レイア姫は彼に残るよう説得するが、失敗に終わる。やがてソロはルークがパトロールから戻っていないことを知り、危険を顧みず彼の救出に向かった。ワンパの棲み家に囚われていたルークは、フォースでなんとかライトセーバーを引き寄せ、ワンパを斬り伏せて脱出に成功するが、外は猛吹雪の真っ只中であり、耐えられずに倒れてしまう。そこにオビ＝ワン・ケノービの霊体が現れ、ルークに「惑星ダゴバへ行き、ジェダイ・マスターのヨーダから学べ」と告げる。幸運にもルークはその直後にソロに発見され、翌日にエコー基地に帰還した。
偵察機から不審な物体を発見したとの通報を受け、ソロとチューバッカはその調査に向かい、帝国軍の放ったプローブ・ドロイドだと突き止める。報告を受けたライカン将軍は、帝国軍に基地の場所が察知されたことを悟り、基地の全軍に撤退命令を出した。皇帝より最高司令官に任命されたベイダー率いる帝国軍の「死の小艦隊（Death Squadron）」は、ホス近辺に到着するが、オゼル提督のミスで船を近づけすぎ、反乱軍に到着を気付かれてしまったため、エコー基地のシールド展開を許してしまう。激怒したベイダーは、オゼルをフォースグリップで処刑し、その場でピエット艦長を新提督に任命し、ヴィアーズ将軍にAT-ATによる地上攻撃で基地の動力発生装置を破壊させるよう命じた。反乱軍は貴重な物資を積んだ貨物船が脱出する時間を稼ぐため、歩兵とスピーダー部隊が必死に応戦を試みるが、分厚い装甲に覆われたAT-ATには歯が立たず、遂にシールド発生装置を破壊されてしまう。ミレニアム・ファルコンの修理中であったソロとチューバッカは、逃げ遅れたレイアとC-3POを船に乗せ、基地から脱出。そして生き残ったルークは、地上戦が終了した後Xウイングに乗り、R2-D2を伴って、オビ＝ワンの言葉に従い惑星ダゴバへ向かう。
一方、ソロたちを乗せたファルコンは、執拗な帝国軍の追撃を受け、ハイパードライブの起動を試みるが、修理が不十分であったため失敗。機転を利かせたソロはホス付近にある小惑星帯に逃げ込み、何とか追っ手を振り切る。ファルコンの修理を行う中で、ソロとレイアは急速に互いの距離を縮めていく。しかし、逃げ込んだ小惑星の穴は巨大な宇宙の怪物スペース・スラッグの巣であることが分かり、ファルコンは間一髪飲み込まれる寸前に脱出する。
一方、ベイダーはソロやレイアを取り逃がした部下に対し、苛立ちと不信感をあらわにしつつ、皇帝からの通信が入った旨の報告を受ける。皇帝パルパティーンは、デス・スターを破壊したスカイウォーカーの息子がフォースに騒乱を巻き起こしていると告げた。そしてベイダーは皇帝に、ルークをフォースの暗黒面に引き込むか、それを拒むなら抹殺すると申し出た。
その頃、ルークはダゴバに不時着するも、ダゴバは泥と沼だらけで、とても人の住めるような星ではなかった。そんな折に現れた小柄な緑色の老人は、R2にイタズラをしたり、ワガママを言うなどしてルークを困らせるが、実はこの老人こそがルークの探している偉大なるジェダイ・マスター、ヨーダであった。ルークにジェダイに相応しい忍耐力があるかを試していたヨーダは、年齢を重ねすぎており、辛抱強さのないルークの指導をためらうが、オビ＝ワンの説得によりやっと修行を始める。しかしジェダイとしての意識が低いルークは、フォースの力を完全に信じきることが出来ず、訓練は思うようにはかどらなかった。ある日、ルークはヨーダの「武器を持つな」という忠告を聞き入れずに不穏な雰囲気のする洞窟へ赴き、突如現れたベイダーの幻影とライトセーバーを交え、その首を斬り落とす。ベイダーのマスクの下から現れたのは己の顔であり、即ち自らの暗黒面の象徴にルークは戦慄する。
味方艦隊の遅々として進まぬ捜索に業を煮やしたベイダーは、ボバ・フェットを始めとする銀河中の腕利きの賞金稼ぎを呼び寄せ、報酬を与える代わりにファルコンを見つけ出すよう命じた。ソロは再び帝国軍に発見されながらも、スター・デストロイヤーの索敵範囲外に逃れ、旧友ランド・カルリジアンが執政官を務めるクラウド・シティのある雲の惑星ベスピンに向かう。しかし、ボバの乗るスレーヴIが、不気味にその後に追随していくのだった。
クラウド・シティに到着したソロたちは、ランドから厚いもてなしを受けるが、すでに帝国は先回りしており、ランドは自分の街への不干渉と引き換えに、ベイダーに彼らを引き渡してしまう。修行中にフォースで仲間たちの危機を予知したルークは居ても立ってもいられず、ヨーダとオビ＝ワンの制止を振り切ってベスピンへ飛ぶが、それを察知したベイダーは、ルークの捕獲・護送の手段として彼をカーボナイト冷凍にかける事を画策。ソロがその実験台とされてしまい、生きたまま冷凍された彼は、レイア姫捕縛の褒美としてボバに与えられ、賞金の主であるジャバのもとへ送られてしまう。ベスピンに到着したルークは、連行されるレイアたちを発見し、その直後にベイダーと対決することになるが、力の差は大きく、その強大なフォースに翻弄される。冷凍室から下層の回廊、更にクラウド・シティの中核へと場所を移した戦いの末に、ルークは右手を斬り落とされてしまう。満身創痍の彼をフォースの暗黒面に誘うベイダーは、ある衝撃的な事実を告げるが、暗黒面への誘いを瀬戸際で拒否したルークは、奈落へ身を投げる。
一方、ベイダーに当初の約束を反故にされたランドは、囚われていたレイアとチューバッカ、2体のドロイドを奪還し、ファルコンでクラウド・シティから脱出する。その折、レイアの心に助けを呼ぶルークの声が届く。真偽定かでないレイアの訴えに従ってクラウド・シティに戻ることの愚を説くランドだが、追尾する帝国軍の中へ飛び込み、クラウド・シティに戻ると、レイアの訴え通り最下層のアンテナに片腕でかろうじて掴まるルークを発見、間一髪で救出する。ファルコンはベスピンの軌道上に上がり、ハイパードライブを起動させようもするも、ランドの指示に反し帝国軍の謀略で修理されておらず、またもや起動しなかった。旗艦に戻ったベイダーは、ファルコンを捕獲するよう指示を出すが、寸前でR2がハイパードライブの修理に成功し、ハイパースペースにジャンプして難を逃れた。またもや敵を取り逃したことでピエット提督は死を覚悟するが、ベイダーは無言で艦橋を立ち去っていった。
無事合流した反乱軍艦隊の病院船で、ルークは精巧な義手の移植手術を受ける。ランドとチューバッカはソロを救出するためにファルコンでタトゥイーンへと旅立っていった。

## キャスト
- ルーク・スカイウォーカー - マーク・ハミル
- ハン・ソロ - ハリソン・フォード
- レイア・オーガナ - キャリー・フィッシャー
- ダース・ベイダー - デヴィッド・プラウズ（演）、ジェームズ・アール・ジョーンズ（声）
- オビ＝ワン・"ベン"・ケノービ - アレック・ギネス
- ヨーダ - フランク・オズ（操作・声）
- C-3PO - アンソニー・ダニエルズ
- R2-D2 - ケニー・ベイカー
- ランド・カルリジアン - ビリー・ディー・ウィリアムズ
- チューバッカ - ピーター・メイヒュー
- 皇帝 - クライヴ・レヴィル（声）、イアン・マクダーミド（DVD版・Blu-ray版）
- ボバ・フェット - ジェレミー・ブロック（演）、ジェイソン・ウィングリーン（声）、テムエラ・モリソン（DVD版・Blu-ray版の声）
- ファーマス・ピエット提督 - ケネス・コリー
- カーリスト・ライカン将軍 - ブルース・ボア
- ケンダル・オッゼル提督 - マイケル・シェアード
- ロース・ニーダ艦長 - マイケル・カルバー
- マキシミリアン・ヴィアーズ将軍 - ジュリアン・グローヴァー
- ウェッジ・アンティリーズ - デニス・ローソン

## 日本語吹替
| 役名                                  | 俳優                                                                                               | オリジナル版          | オリジナル版                        | オリジナル版                    | オリジナル版                  | 特別篇                        |
| 役名                                  | 俳優                                                                                               | 劇場公開版            | 日本テレビ版                        | テレビ朝日版                    | VHS版                         | DVD/BD版                      |
| ------------------------------------- | -------------------------------------------------------------------------------------------------- | --------------------- | ----------------------------------- | ------------------------------- | ----------------------------- | ----------------------------- |
| ルーク・スカイウォーカー              | マーク・ハミル                                                                                     | 奥田瑛二              | 水島裕                              | 塩沢兼人                        | 島田敏                        | 島田敏                        |
| ハン・ソロ                            | ハリソン・フォード                                                                                 | 森本レオ              | 村井国夫                            | 山寺宏一                        | 磯部勉                        | 磯部勉                        |
| レイア・オーガナ                      | キャリー・フィッシャー                                                                             | 森田理恵              | 島本須美                            | 小山茉美                        | 高島雅羅                      | 高島雅羅                      |
| ダース・ベイダー                      | デヴィッド・プラウズ（演） ジェームズ・アール・ジョーンズ（声）                                    | 南原宏治              | 鈴木瑞穂                            | 石田太郎                        | 大平透                        | 大平透                        |
| オビ＝ワン・"ベン"・ケノービ          | アレック・ギネス                                                                                   | 河原崎國太郎          | 滝田裕介                            | 宮川洋一                        | 納谷悟朗                      | 納谷悟朗                      |
| ヨーダ                                | フランク・オズ（操作・声）                                                                         | 永井一郎              | 高木均                              | 内田稔                          | 辻村真人                      | 辻村真人                      |
| C-3PO                                 | アンソニー・ダニエルズ                                                                             | 高山栄                | 野沢那智                            | 富山敬                          | 野沢那智                      | 野沢那智                      |
| ランド・カルリジアン                  | ビリー・ディー・ウィリアムズ                                                                       | 樋浦勉                | 内海賢二                            | 田中信夫                        | 若本規夫                      | 若本規夫                      |
| ボバ・フェット                        | ジェレミー・ブロック（演） ジェイソン・ウィングリーン（声） テムエラ・モリソン（2004年版以降の声） | 宮村義人              | 屋良有作                            | 小杉十郎太                      | 広瀬正志                      | 広瀬正志                      |
| パルパティーン皇帝/ダース・シディアス | エレイン・ベイカー（演） クライヴ・レヴィル（声） イアン・マクダーミド（2004年版以降）             | 鈴木瑞穂              | 大木民夫                            | 加藤精三                        | 千葉耕市                      | 小林勝彦                      |
| ロース・ニーダ艦長                    | マイケル・カルバー                                                                                 | 石井敏郎              | 上田敏也                            | 池水通洋                        | 城山知馨夫                    | 城山知馨夫                    |
| ファーマス・ピエット提督              | ケネス・コリー                                                                                     | 横森久                | 筈見純                              | 仁内建之                        | 嶋俊介                        | 嶋俊介                        |
| カーリスト・ライカン将軍              | ブルース・ボア                                                                                     | 細井重之              | 大宮悌二                            | 嶋俊介                          | 糸博                          | 糸博                          |
| マクシミリアン・ヴィアーズ将軍        | ジュリアン・グローヴァー                                                                           | 筈見純                | 池田勝                              | 千田光男                        | 筈見純                        | 筈見純                        |
| マッケイ准尉                          | マーク・カプリ                                                                                     | 安原義人              | 谷口節                              | 梁田清之                        | 沢木郁也                      | 沢木郁也                      |
| ティグラン・ヤミロ                    | レイ・ハセット                                                                                     | 稲葉実                |                                     |                                 |                               |                               |
| ザミュエル・レノックス艦長            | ジョン・ディクス                                                                                   | 大竹宏                | 屋良有作                            |                                 |                               |                               |
| ケンダル・オッゼル提督                | マイケル・シェアード                                                                               | 宮内幸平              | 大木民夫                            | 藤本譲                          | 伊井篤史                      | 伊井篤史                      |
| ウェッジ・アンティリーズ              | デニス・ローソン                                                                                   | 千葉繁                | 谷口節                              | 水野龍司                        | 津田英三                      | 津田英三                      |
| ウェス・ジャンセン                    | イアン・リストン                                                                                   | 渡部猛                | 堀内賢雄                            | 長島雄一                        |                               |                               |
| ダック・ラルター                      | ジョン・モートン                                                                                   | 三ツ矢雄二            | 堀内賢雄                            | 子安武人                        | 星野充昭                      | 青山穣                        |
| ゼヴ・セネスカ                        | クリストファー・マルコム                                                                           | 岩田安生              | 小島敏彦                            | 佐藤正治                        | 大山高男                      | 大山高男                      |
| デレク・"ホビー"・クリヴィアン        | リチャード・オールドフィールド                                                                     | 山下啓介              | 大塚芳忠                            |                                 | 星野充昭                      | 星野充昭                      |
| タミザンダー・レイ                    | ノーマン・チャンサー                                                                               | 肝付兼太              |                                     |                                 |                               |                               |
| トリン・ファー中佐                    | ブリジット・カン                                                                                   | 北浜晴子              | 高橋ひろ子                          | 石川悦子                        | 西宏子                        | 西宏子                        |
| ブレン・ダーリン少尉                  | ジョン・ラッツェンバーガー                                                                         | 安西正弘              | 藤城裕士                            |                                 |                               |                               |
| カル・エルダー中尉                    | ジャック・マッケンジー                                                                             | 肝付兼太              | 大塚芳忠                            |                                 |                               |                               |
| ネメット中佐                          | マーク・ジョーンズ                                                                                 | 村越伊知郎            | 上田敏也                            |                                 |                               |                               |
| トレイ・カラン                        | ボブ・アンダーソン                                                                                 | 千葉繁                | 小島敏彦                            | 中博史                          |                               |                               |
| ローマス・"ロック"・ナヴァンダー      | バーネル・タッカー                                                                                 | 安原義人              | 喜多川拓郎                          |                                 |                               |                               |
| ワイロン・サーパー                    | バーネル・タッカー                                                                                 | 梶哲也                | 幹本雄之                            |                                 |                               |                               |
| ショーン・ヴァルデズ                  | ジョー・ジョンストン                                                                               | 槐柳二                | 小島敏彦                            | 佐藤正治                        |                               |                               |
| ビウィル大尉                          | ミルトン・ジョンズ                                                                                 | 八代駿                |                                     |                                 |                               |                               |
| 2-1B                                  | デニー・デルク（声）                                                                               | 沢りつお              | 喜多川拓郎                          |                                 |                               |                               |
| ヴェンカ中尉                          | ロビン・スコビー                                                                                   | 西尾徳                |                                     |                                 |                               |                               |
| ナレーター                            | -                                                                                                  | -                     | 城達也                              | 桑原たけし                      | -                             | -                             |
| その他                                | | 林一夫 森功至         |                                     |                                 | 岡部政明 小室正幸 森一        | 岡部政明 小室正幸 森一        |
|                                       | |                       |                                     |                                 |                               |                               |
| 演出                                  | | 原田眞人              | 蕨南勝之                            | 福永莞爾                        | 伊達康将                      | 伊達康将                      |
| 翻訳                                  | | 原田眞人              | 平田勝茂                            | 平田勝茂                        | 平田勝茂                      | 平田勝茂                      |
| 効果                                  | |                       |                                     | 新音響                          | リレーション                  | リレーション                  |
| 調整                                  | |                       | 相原正之                            | 兼子芳博                        | 高久孝雄                      | 飯村康雄                      |
| 監修                                  | |                       | 野田昌宏                            |                                 |                               |                               |
| プロデューサー                        | |                       |                                     | 福吉健                          |                               |                               |
| 制作                                  | |                       | コスモプロモーション 奥田誠治       |                                 | ムービーテレビジョン 東北新社 | ムービーテレビジョン 東北新社 |
| 解説                                  | |                       | 水野晴郎                            | 淀川長治                        |                               |                               |
| 初回放送                              | | 1980年6月28日 DVD収録 | 1986年10月10日 『金曜ロードショー』 | 1992年10月25日 『日曜洋画劇場』 | 1989年7月17日 日本語吹替版VHS | 2006年9月13日 日本語吹替版DVD |

## 地上波放映履歴
| 回数  | テレビ局   | 番組名           | 放送日         | 放送時間    | 吹替版       |
| ----- | ---------- | ---------------- | -------------- | ----------- | ------------ |
| 初回  | 日本テレビ | 金曜ロードショー | 1986年10月10日 | 21:00-23:21 | 日本テレビ版 |
| 2回目 | 日本テレビ | 金曜ロードショー | 1990年4月13日  | 21:00-23:22 | 日本テレビ版 |
| 3回目 | TBS        | 水曜ロードショー | 1991年10月30日 | 21:00-22:54 | 日本テレビ版 |
| 4回目 | テレビ朝日 | 日曜洋画劇場     | 1992年10月25日 | 21:02-22:54 | テレビ朝日版 |
| 5回目 | テレビ朝日 | 日曜洋画劇場     | 2002年7月14日  | 21:00-23:24 | VHS版        |
| 6回目 | テレビ朝日 | 日曜洋画劇場     | 2005年7月10日  | 21:00-23:24 | DVD/BD版     |
| 7回目 | 日本テレビ | 金曜ロードSHOW!  | 2017年12月1日  | 21:00-22:54 | DVD/BD版     |
| 8回目 | 日本テレビ | （なし）         | 2025年4月30日  | 2:10-4:10   | DVD/BD版     |

## スタッフ
- 監督：アーヴィン・カーシュナー
- 製作：ゲイリー・カーツ
- 製作総指揮：ジョージ・ルーカス
- 脚本：リー・ブラケット、ローレンス・カスダン
- 撮影：ピーター・サシツキー
- SFX：ILM
- SFXスーパーバイザー：ブライアン・ジョンソン、リチャード・エドランド、デニス・ミューレン
- 音楽：ジョン・ウィリアムズ

## 製作
- 前作の大ヒットにより、ジョージ・ルーカスは、当初構想していた続編を破棄し、新たにリイ・ブラケットに脚本を依頼することにした。しかし、彼女は末期癌に冒されており、1978年2月に病床で初稿を書き上げたものの、翌3月に死去した。ブラケットによる初稿は結局ルーカス自身の手で全面的に書き直され、親友であるスティーヴン・スピルバーグの紹介で起用されたローレンス・カスダンの手により完成された。ただし、映画にはルーカスでなく、ブラケットのクレジットが残された。

- 前作で美術を担当し、本作の第2班を兼任する予定だったジョン・バリーも、撮影開始後間も無く病死した。

- ルーカスは負担の大きい監督業は当初より他人に任せるつもりでおり、USC時代の教官であったアーヴィン・カーシュナーに依頼することとなった。

- 前作の大ヒットにより、ルーカスは本作の2,500万ドルという当初の制作費を自前で賄うことができた。しかし、それでもノルウェーでの戦闘シーンのロケなどで最終的に約3,000万ドルまで嵩んでしまい、結果的に20世紀フォックス側に有利な利益配分を飲むことで、追加融資を受け入れることになった。この予算オーバーでルーカスや20世紀フォックスと揉めたため、プロデューサーのゲイリー・カーツは本作でシリーズを降板することとなった。

- 撮影は1979年3月イギリスのスタジオで始まる予定だったが、準備のためスタッフがイギリス入りした同年1月24日、使用する予定だったスタジオで火災が発生し、撮影遅延が確実となったため、海外ロケが先に行われる事になった。ノルウェーのフィンスでのロケでは吹雪に遭い、交通が遮断され、寒さによる凍傷の危険もある撮影となったが、ノルウェー政府と軍の協力もあって無事に終了した。

- 前作終了後解散した視覚効果チームが再び結集。ただし前作で開発した画期的なカメラシステムを『宇宙空母ギャラクティカ』に投入したことでルーカスと法廷で争うまでに関係の拗れたジョン・ダイクストラに代わる視覚効果監督が必要となり、『2001年宇宙の旅』以来『サンダーバード』から『エイリアン』に至るまでイギリスのスタジオで特撮を多数手がけて来たブライアン・ジョンソンが招聘された。前作の視覚効果でファーストカメラマンだったリチャード・エドランドもSFXスーパーバイザーに昇進し、2名で「special visual effects」とクレジットされている。

- ルーカスは前作でオープニングに監督名やスタッフのクレジットを入れなかったことから、ルールを厳格に定めている全米監督協会より警告を受けていたが、本作でもそれを貫いたために協会と再びトラブルとなり、最終的に脱退することとなった。

## トリビア
- ルーク・スカイウォーカー役のマーク・ハミルが、前作の撮影終了後に交通事故で重傷を負い、整形手術が必要なほど顔が変形してしまった。そこでルーカスは彼の事故の傷をごまかすために、冒頭の惑星ホスでルークがワンパに襲われ顔に傷をつけられるシーンを急遽付け加えた[5]。
- ルークがワンパの雪洞でフォースを使ってライトセーバーを取るシーンは、ライトセーバーを投げる映像を逆再生している。
- 帝国軍から逃げるミレニアム・ファルコンが小惑星帯を抜けるシーンでは、スタッフのお遊びで、岩石に混じって本物のジャガイモやスニーカーが飛んでいる[5][6]。
- オビ＝ワン・ケノービ役のアレック・ギネスは当初出演するつもりがなかったが、ルーカスの「映画に重みをつけるため」というたっての願いで出演が決まった[要出典]。
- 本作でソロがカーボン凍結される前とされた後と、次作『ジェダイの復讐』でカーボン凍結から解放された後ではそれぞれ彼の着ているシャツが異なる[7]。なお、カーボン凍結されたソロのプロップは顔のみフォードから型取りし、首から下は別人から取っている。
- ソロがカーボン凍結される直前、レイアの愛の告白に対する返事「I know.（分かってる）」は、脚本では「I love you too.（俺も愛してる）」であったが、「皮肉屋のソロが素直に愛してると言うだろうか」という声が上がったために変更されたと言われる[8]。ちなみに次作『ジェダイの帰還』ではソロとレイアが互いに逆の台詞を喋るシーンがある。
- ダース・ベイダーは、本作と次作『ジェダイの帰還』では、ライトセーバー戦のシーンのみ元フェンシング選手でスタントマンのボブ・アンダーソンが演じている。彼は前作『新たなる希望』でも、スタントおよび殺陣指導で参加（ノンクレジット）していたが、ベイダー役のデヴィッド・プラウズの殺陣がなかなか上達しなかったため、代わりに演じることになった。このことは、『ジェダイの帰還』公開時の1983年にハミルが明らかにした[9]。なお、アンダーソンはホスの戦いのシーンで反乱軍歩兵役としてもエキストラ出演している。
- 本作の最も重要な情報が公開前に漏れることを恐れたルーカスは、撮影時にベイダーの声を担当したジェームズ・アール・ジョーンズに、「Obi-Wan killed your father.（オビ＝ワンがおまえの父親を殺した）」という偽の台詞を言わせ、完成直前にアフレコで本来のものに差し替えるという、前代未聞のネタバレ防止策をとった。これはベイダーが覆面キャラで、演技と声を別々の役者が担当していたからこそできた裏技であった。このネタバレ防止策は他の関係者にも徹底していたため、本当の台詞を知っていた人物は、ルーカスとジョーンズの他は監督のカーシュナー、ルーク役のハミルなど極一部の者だけだった[10]。一方で、スーツアクターのプラウズには知らされていなかったため、差し替えられた完成品を観た彼は、椅子から転げ落ちるほど驚いたという[5]。
- 当初ベイダーの城塞が登場する案があったが、諸事情で没になった。しかし後年、映画『ローグ・ワン/スター・ウォーズ・ストーリー』に当時のものからデザインが変更されて登場した[11]。
- 劇場公開版および特別編に登場した皇帝は、特殊メイクを施した女優マージョリー・イートン（英語版）に、特殊メイク担当リック・ベイカーの妻の顔、ネコとチンパンジーの目を合成して作られた。声を務めたクライヴ・レヴィルは、本シリーズと『スター・トレック』の2大SFシリーズの両方に出演した唯一の俳優である。なお、DVD版で差し替えられたイアン・マクダーミドが演じる皇帝の映像は、『シスの復讐』製作の際に追加撮影された素材を使用している。
- シリーズの長編9作の中で唯一、宇宙空間でラストシーンを迎える作品である。
- 公開時の国際版ポスターのイラストは生頼範義が手がけた[12]。